# Manacapuru
Manacapuru là một đô thị thuộc bang Amazonas, Brasil. Đô thị này có diện tích 7329,23 km², dân số năm 2007 là 79531 người, mật độ 10,85 người/km².